# Epidendrum latilabre
Epidendrum latilabre là một loài phong lan thuộc chi Epidendrum xuất hiện tự nhiên tại Guyana thuộc Pháp, Peru và Brasil.